# Уллє Чельгрен
Уллє Чельгрен (швед. Olle Källgren, 7 вересня 1907 — 13 квітня 1983) — шведський футболіст, що грав на позиції захисника.

## Клубна кар'єра
На клубному рівні грав за команду «Сандвікен». 

## Виступи за збірну
1933 року дебютував в офіційних матчах у складі національної збірної Швеції. Протягом кар'єри у національній команді, яка тривала 6 років, провів у формі головної команди країни 13 матчів.
У складі збірної був учасником чемпіонату світу 1938 року у Франції, де взяв участь у двох матчах — чвертьфіналі проти збірної Куби (перемога 8:0) та програному з рахунком 1:5 півфіналі проти збірної Угорщини.